# Kallirhoe
Kallirhoe (grekiska: Καλλιρόη) eller Kallirrhoe var i grekisk mytologi namnet på flera olika personer, mestadels nymfer och döttrar till flodgudar.
- En najadnymf som bodde i källan eller fontänen i staden Arkania i centrala Grekland och var dotter till flodguden Acheloios. Kallirhoe var gift med Alkmaion och de hade sönerna Amfoteros och Akarnan. Hon hade dessutom dottern Chione med flodguden Neilos.
- Dotter till Okeanos och Tethys samt tillsammans med Chrysaor mor till Geryon och Echidna.[1]